# Janny Timisela
Janny Timisela (Tiel, 23 september 1962) was een Nederlands voetbalspeelster. Zij was een van de eerste vrouwelijke spelers die als professional in het buitenland ging spelen.

## International
Op 25 september 1982 speelde ze haar eerste wedstrijd voor het Nederlands vrouwenvoetbalelftal, uiteindelijk staat ze 61 keer in de basis en valt ze twee maal in. In deze 63 interlands scoort ze 12 maal.

## Trainster
In 2017 wordt Timisela trainster van hoofdklasser Fortuna Vrouwen. Een jaar later wordt ze in 2018 trainster van de vrouwen van Reiger Boys.
In 2020 wordt Timisela de hoofdtrainer van de Excerlsior Talenten.

## Resultaten
- 2001, landskampioen met Ter Leede[7]